# Савко, Александр Иванович
Александр Иванович Савко (1967—2004) — советский и белорусский борец вольного стиля, Мастер спорта СССР (1985).

## Биография
Родился 9 января 1967 года в городе Свислочь Гродненской области Белорусской ССР в семье Ивана Иосифовича и Марии Васильевны Савко.
В 1974 году пришёл в первый класс Свислочской средней школы № 1, и уже на следующий год тренер по борьбе Владимир Анатольевич Воронко разглядел в мальчике будущего выдающегося спортсмена и пригласил его в секцию вольной борьбы.
Закончив восемь классов, Александр поступил в республиканское училище Олимпийского резерва города Минска. В пятнадцать лет он завоевал серебряную медаль на первенстве СССР среди юниоров в Днепропетровске. В сентябре 1984 года занял третье место и получил бронзовую медаль на 17-й Всесоюзной олимпиаде школьников в Ташкенте. В 1984 году он перешёл в школу высшего спортивного мастерства, где начал заниматься у заслуженного тренера Белорусской ССР, руководителя сборной команды республики по вольной борьбе — Леонтия Петровича Фурсы. Одновременно поступил на юридический факультет в Гродненский университет им. Я. Купалы.
В 1986 году в городе Фрунзе (ныне Бишкек) на первенстве страны Александр Савко стал чемпионом СССР среди юниоров, а в следующем году в Канаде — чемпионом мира среди юниоров. В 1993 году он стал бронзовым призёром чемпионата Европы по борьбе в Стамбуле, в 1996 году участвовал в Олимпийских играх в Атланте.
После спортивной карьеры стал заниматься тренерской работой. Некоторое время работал в Объединённых Арабских Эмиратах, но вернулся в Гродно, где продолжилась его трудовая деятельность в качестве тренера Гродненской школы борьбы спортивного клуба профсоюзов.
Умер 22 мая 2004 года в городе Гродно.
В Свислочи проводится открытый Республиканский турнир по вольной борьбе памяти победителя Кубка Мира, участника Олимпийских игр, неоднократного призёра Мировых и Европейских первенств Александра Савко.